# 宽爪黄耆
宽爪黄耆（学名：Astragalus latiunguiculatus）是豆科黄芪属的植物，为中国的特有植物。分布在中国大陆的四川等地，生长于海拔3,500米的地区，见于山坡草地，目前尚未由人工引种栽培。